# Global Mercy
Die Global Mercy ist ein Hospitalschiff der Hilfsorganisation Mercy Ships. Es ist das größte zivil betriebene Hospitalschiff der Welt.

## Geschichte
Das Schiff wurde von Deltamarin entworfen. Der Entwurf basiert auf dem unverwirklicht gebliebenen Stena-Seabird-Projekt von Stena RoRo und Deltamarin, einer Weiterentwicklung der Schiffstypen RoPax 55 und Stena Seabridger MkII. Die Bauaufsicht wurde von Stena RoRo durchgeführt, die über entsprechende Erfahrungen mit Ro-Pax-Schiffen verfügen. Das Schiff ist der erste Neubau für die Organisation Mercy Ships.
Das Schiff wurde auf der Werft Tianjin Xingang Shipyard der China Shipbuilding Industry Corporation in Tianjin, China, gebaut. Die Kiellegung erfolgte am 18. Dezember 2015, der Stapellauf am 8. Februar 2018. Das Schiff wurde Ende Juni 2021 abgeliefert. Es war das erste auf einer chinesischen Werft gebaute Schiff dieser Art. Stena RoRo nutzte die gesammelten Erfahrungen für die seit 2017 ebenfalls in China gebauten Schiffe der E-Flexer-Klasse. Die Baukosten beliefen sich auf rund 200 Mio. US-Dollar.
Die Global Mercy wurde zunächst in Antwerpen weiter ausgerüstet und unter anderem medizinische Ausrüstung an Bord installiert. Ab Ende Februar 2022 wurde das Schiff in Rotterdam vorgestellt. Im März 2022 brach es zu seiner ersten Reise in den Senegal auf.
Das Schiff ist in erster Linie für den Einsatz entlang der westafrikanischen Küste südlich der Sahara vorgesehen und soll Länder zwischen dem Senegal und Angola anlaufen. Durch das Schiff wird die Kapazität an medizinischer Hilfeleistung von Mercy Ships, die auch noch die Africa Mercy betreibt, mehr als verdoppelt.
Das Schiff wurde im Mai 2022 auf der Shippax Ferry Conference mit dem Sonderpreis „Shippax Special Award 2022“ ausgezeichnet.

## Beschreibung
Das Schiff verfügt über einen dieselelektrischen Antrieb mit zwei Elektromotoren, die mit 2850 kW Leistung auf zwei ABB-Propellergondeln wirken. Für die Stromerzeugung stehen Generatoren zur Verfügung, die von vier Wärtsilä-Dieselmotoren des Typs 6L32 angetrieben werden. Zur Verringerung von Vibrationen sind die Motoren elastisch gelagert. Das Schiff ist mit einem Bugstrahlruder ausgestattet.
Das Schiff ist mit einer geschlossenen Brücke ausgestattet. Zur besseren Übersicht bei An- und Ablegemanövern bzw. dem Navigieren in engen Fahrwassern gehen die Nocken etwas über die Schiffsbreite hinaus.
Das Schiff verfügt über zwölf Decks. Auf Deck 3 und 4, wo sich bei einer Fähre die Fahrzeugdecks befänden, wurde auf rund 7000 m² Fläche die Krankenstation eingerichtet. Sie verfügt unter anderem über sechs Operationssäle, eine Radiologiestation und eine Intensivstation. An Bord können 199 Patienten stationär behandelt werden. Für Ausbildung und Training von medizinischem Personal in weniger entwickelten Ländern stehen entsprechende Einrichtungen an Bord zur Verfügung.
Am Heck des Schiffes befindet sich auf den Decksaufbauten ein offenes Deck mit zwei Kranen. Das Deck wird für die Lagerung von Containern, Materialien und Fahrzeugen genutzt. Die Fahrzeuge, die unter anderem für den Krankentransport an Land mitgeführt werden, können mithilfe der Krane an Land gegeben und wieder an Bord geholt werden. Die Krane werden auch genutzt, um Proviant und Materialien an Bord zu nehmen.
Die Besatzung besteht aus bis zu 641 Personen. Dies beinhaltet das nautische und technische Personal für den Schiffsbetrieb, das medizinische Personal und weiteres für den Betrieb des Hospitalschiffs notwendiges Personal wie beispielsweise aus den Bereichen Hotelfach, Küche und Pädagogik sowie Familienmitglieder. Im Hafen können bis 950 Personen an Bord untergebracht werden. Für Kinder der Besatzungsmitglieder stehen ein Kindergarten und Klassenzimmer für Schulunterricht zur Verfügung. Der Besatzung stehen an Bord unter anderem ein Auditorium mit 682 Sitzplätzen, Fitnessräume, ein Schwimmbad, ein Café, ein Geschäft und eine Bibliothek zur Verfügung.